# 에어캐나다의 운항 노선
2019년 5월 기준, 아래는 에어 캐나다의 취항지 목록이다.

## 운항 노선

### 아시아

#### 동아시아
- 대한민국
  - 서울 – 인천국제공항
- 중화인민공화국
  - 베이징 – 베이징 수도 국제공항
  - 상하이 – 상하이 푸둥 국제공항
- 홍콩
  - 홍콩 – 홍콩 국제공항
- 일본
  - 도쿄 - 하네다 국제공항
  - 도쿄 - 나리타 국제공항
  - 오사카 - 간사이 국제공항
- 중화민국
  - 타이베이 – 타이완 타오위안 국제공항

#### 남아시아
- 인도
  - 델리 – 인디라 간디 국제공항
  - 뭄바이 – 차트라파티 시바지 국제공항

#### 서남아시아
- 아랍에미리트
  - 두바이 – 두바이 국제공항
- 이스라엘
  - 텔아비브 – 벤구리온 국제공항

### 아프리카
- 모로코
  - 카사블랑카 - 무함마드 5세 국제공항
- 알제리
  - 알제 - 우아리 부메디엔 공항

### 유럽

#### 서유럽
- 영국
  - 런던 – 런던 히드로 국제공항
- 프랑스
  - 파리 – 파리 샤를 드 골 국제공항
  - 리옹 – 생텍쥐페리 국제공항
  - 보르도 – 보르도 메리냑 공항
- 독일
  - 뮌헨 – 뮌헨 국제공항
  - 프랑크푸르트 – 프랑크푸르트암마인 공항
- 아일랜드
  - 더블린 - 더블린 공항
  - 섀넌 - 섀넌 공항
- 벨기에
  - 브뤼셀 - 브뤼셀 국제공항

#### 중유럽
- 스위스
  - 제네바 – 제네바 국제공항
  - 취리히 - 취리히 공항
- 오스트리아
  - 빈 – 비엔나 국제공항

#### 남유럽
- 그리스
  - 아테네 - 아테네 국제공항- 계절편
- 스페인
  - 마드리드 – 마드리드 바라하스 공항
  - 바르셀로나 - 바르셀로나 엘프라트 공항
- 이탈리아
  - 로마 – 로마 피우미치노 공항

#### 동유럽
- 폴란드
  - 바르샤바 - 바르샤바 쇼팽 국제공항

#### 북유럽
- 덴마크
  - 코펜하겐 – 코펜하겐 공항
- 아이슬란드
  - 레이캬비크 - 케플라비크 국제공항

### 아메리카

#### 북아메리카
- 미국
  - 워싱턴 D.C. - 로널드 레이건 워싱턴 내셔널 공항
  - 노스캐롤라이나주
    - 샬럿 - 샬럿 더글러스 국제공항

  - 뉴욕주
    - 뉴욕 - 라과디아 공항

  - 뉴저지주
    - 뉴어크 - 뉴어크 리버티 국제공항

  - 매사추세츠주
    - 보스턴 - 로건 국제공항

  - 알래스카주
    - 앵커리지 - 테드 스티븐스 앵커리지 국제공항

  - 애리조나주
    - 피닉스 - 피닉스 스카이 하버 국제공항

  - 오리건주
    - 포틀랜드 - 포틀랜드 국제공항 계절편

  - 오하이오주
    - 클리블랜드 - 클리블랜드 홉킨스 국제공항

  - 워싱턴주
    - 시애틀 - 시애틀 터코마 국제공항

  - 유타주
    - 솔트레이크 시티 - 솔트레이크시티 국제공항 계절편

  - 일리노이주
    - 시카고 - 시카고 오헤어 국제공항

  - 캘리포니아주
    - 로스앤젤레스 - 로스앤젤레스 국제공항
    - 샌프란시스코 - 샌프란시스코 국제공항
    - 팜스프링스 - 팜스프링스 국제공항

  - 콜로라도주
    - 덴버 - 덴버 국제공항
    - 베일 - 이글 카운티 공항 계절편

  - 텍사스주
    - 댈러스 - 댈러스 포트워스 국제공항
    - 오스틴 - 오스틴 버그스트롬 국제공항

  - 펜실베이니아주
    - 필라델피아 - 필라델피아 국제공항

  - 플로리다주
    - 마이애미 - 마이애미 국제공항
    - 올랜도 - 올랜도 국제공항
    - 웨스트팜비치 - 팜비치 국제공항 계절편
    - 탬파 - 탬파 국제공항
    - 포트로더데일 - 포트로더데일 할리우드 국제공항
    - 포트마이어스 - 사우스 웨스트 플로리다 국제공항

  - 하와이주
    - 코나 - 코나 국제공항
    - 호놀룰루 - 대니얼 K. 이노우에 국제공항
    - 리후에 - 리후에 공항
    - 카홀루이 - 카훌루이 공항
- 캐나다
  - 노바스코샤주
    - 핼리팩스 - 핼리팩스 스탠필드 국제공항

  - 뉴펀들랜드 래브라도주
    - 디어 레이크 - 디어 레이크 공항
    - 세인트존스 - 세인트존스 국제공항

  - 매니토바주
    - 위니펙 - 위니펙 제임스 암스트롱 리처드슨 국제공항

  - 브리티시컬럼비아주
    - 밴쿠버 - 밴쿠버 국제공항 허브
    - 빅토리아 - 빅토리아 국제공항
    - 킬로나 - 켈로나 국제공항 계절편

  - 서스캐처원주
    - 새스커툰 - 새스커툰 존 G. 디펜베이커 국제공항
    - 리자이나 - 리자이나 국제공항

  - 온타리오주
    - 오타와 - 오타와 맥도널드 카르티에 국제공항
    - 토론토 - 토론토 피어슨 국제공항 허브
    - 런던 - 런던 국제공항

  - 앨버타주
    - 캘거리 - 캘거리 국제공항 허브
    - 에드먼턴 - 에드먼턴 국제공항
    - 포트맥머레이 - 포트맥머레이 공항

  - 퀘벡주
    - 몬트리올 - 몬트리올 피에르 엘리오트 트뤼도 국제공항 허브
- 멕시코
  - 멕시코시티 - 멕시코시티 국제공항
  - 캉쿤 – 캉쿤 국제공항
  - 산호세델카보 – 로스카보스 국제공항
  - 이스타바 – 이스타바 지후아테네 국제공항
  - 푸에르토바야르타 – 구스타보 디아스 오르다스 국제공항
  - 코스멜 – 코스멜 국제공항
- 푸에르토리코
  - 산 후안 – 루이스 무노즈 마린 국제공항 계절편

#### 중앙아메리카
- 코스타리카
  - 리베리아 - 다니엘 올드버 쿠토스 국제공항
  - 산호세 - 후안 산타 마리아 국제공항

#### 남아메리카
- 아르헨티나
  - 부에노스 아이레스 - 미니스토로 피스타리니 국제공항
- 브라질
  - 상파울루 - 상파울루 구아룰류스 국제공항
- 칠레
  - 산티아고 - 코모도로 아르투로 메리노 베니테스 국제공항
- 콜롬비아
  - 보고타 - 엘도라도 국제공항

#### 카리브해
- 그레나다
  - 세인트조지스 - 모리스 비숍 국제공항 계절편
- 도미니카 공화국
  - 푸에르토플라타 - 그레고리오 루페론 국제공항 계절편
  - 사마나 - 사마나 엘 카테이 국제공항 계절편
  - 푼타카나 - 푼타카나 국제공항 계절편
- 바베이도스
  - 조지타운 - 그랜틀리 아담스 국제공항
- 바하마
  - 엑서마 - 엑서마 국제공항 계절편
- 버뮤다
  - 해밀턴 - 버뮤다 국제공항
- 세인트루시아
  - 비외포르 구 - 하와노리아 국제공항
- 아루바
  - 오라녜스타트 - 퀸 비어트릭스 국제공항
- 아이티
  - 포르토프랭스 - 투생 루베르튀르 국제공항
- 앤티가 바부다
  - 세인트존스 - VC 버드 국제공항
- 자메이카
  - 몬티 - 상스터 국제공항
- 퀴라소
  - 신트마르턴 - 프린세스 줄리아나 국제공항 계절편
- 터크스 케이커스 제도
  - 프로비던셜스 - 프로비던셜스 국제공항
- 쿠바
  - 아바나 – 호세 마르티 국제공항
  - 베라델로 - 후안 괄베르토 고메스 공항
  - 산타클라라 - 아벨 산타 마리아 공항 계절편
  - 카요코코 - 하르디네스 델 레이 공항 계절편
- 프랑스령 과들루프
  - 푸앵트아피트르 - 푸앵타피트르 국제공항

### 오세아니아
- 뉴질랜드
  - 오클랜드 - 오클랜드 국제공항 (계절편)
- 오스트레일리아
  - 멜버른 - 멜버른 공항
  - 브리즈번 - 브리즈번 공항
  - 시드니 - 시드니 공항

## 과거 취항지

### 아시아

#### 동아시아
- 일본
  - 나고야 - 주부 센토레아 국제공항

#### 동남아시아
- 싱가포르
  - 싱가포르 - 싱가포르 창이 국제공항

### 유럽

#### 서유럽
- 영국
  - 글래스고 - 글래스고 공항
  - 맨체스터 - 맨체스터 공항
  - 버밍엄 - 버밍엄 공항
  - 벨파스트 - 벨파스트 공항
- 프랑스
  - 니스 - 니스 코트다쥐르 공항
- 독일
  - 베를린 - 베를린 테겔 국제공항
  - 뒤셀도르프 - 뒤셀도르프 국제공항
- 네덜란드
  - 암스테르담 - 암스테르담 스키폴 국제공항

#### 남유럽
- 이탈리아
  - 베니스 - 베니스 마르코 폴로 국제공항
- 크로아티아
  - 자그레브 - 자그레브 국제공항
- 포르투갈
  - 리스본 - 리스본 포르텔라 국제공항

#### 동유럽
- 러시아
  - 모스크바 - 셰레메티예보 국제공항
- 체코
  - 프라하 - 프라하 바츨라프 하벨 국제공항

### 아메리카

#### 북아메리카
- 미국
  - 네바다주
    - 라스베이거스 - 매캐런 국제공항

  - 뉴욕주
    - 뉴욕 - 존 F. 케네디 국제공항

  - 버지니아주
    - 리치몬드 - 리치몬드 국제공항

  - 사우스캐롤라이나주
    - 머틀비치 - 머틀비치 국제공항
    - 찰스턴 - 찰스턴 국제공항
    - 컬럼비아 - 컬럼비아 메트로폴리탄 국제공항

  - 애리조나주
    - 피닉스 - 스카이 하버 국제공항

  - 캘리포니아주
    - 산호세 - 산호세 국제공항
    - 새크라멘토 - 새크라멘토 국제공항
    - 샌디에이고 - 샌디에이고 국제공항
    - 온타리오 - 온타리오 국제공항
    - 오렌지 카운티 - 존 웨인 공항

  - 테네시주
    - 멤피스 - 멤피스 국제공항

  - 플로리다주
    - 새러소타 - 새러소타 국제공항
    - 잭슨빌 - 잭슨빌 국제공항

  - 하와이주
    - 호놀룰루 - 호놀룰루 국제공항
- 캐나다
  - 런던 - 런던 국제공항
  - 몬트리올 - 몬트리올 미라벨 국제공항
  - 애버츠퍼드 - 애버츠퍼드 국제공항
  - 퀘벡 - 퀘벡 시티 장 르사주 국제공항
  - 해밀턴 - 존 C. 먼로 해밀턴 국제공항
  - 커먹스 - 커먹스 공항
- 멕시코
  - 바이아스 데 우아툴코 - 바이아스 데 우아툴코 국제공항
  - 아카풀코 - 제너럴 후안 N. 알바레스 국제공항

#### 중앙아메리카
- 코스타리카
  - 산호세 - 후안 산타마리아 국제공항
- 파나마
  - 파나마 시티 - 토쿠멘 국제공항

#### 남아메리카
- 베네수엘라
  - 카라카스 - 시몬 볼리바르 국제공항

#### 카리브해
- 그레나다
  - 세인트 조지즈 - 모리스 비숍 국제공항
- 도미니카 공화국
  - 라로마나 - 라로마나 국제공항
  - 산토도밍고 - 라스 아메리카 국제공항
- 바하마
  - 나소 - 린든 핀들링 국제공항
  - 산살바도르 - 산살바도르 공항
  - 프리포트 - 그랜드 바하마 국제공항
- 아이티
  - 포르토프랭스 - 투생 루베르튀르 국제공항
- 자메이카
  - 킹스턴 - 노먼맨리 국제공항
- 세인트키츠 네비스
  - 바스테르 - 로버트 L. 브래드쇼 국제공항
- 트리니다드 토바고
  - 포트오브스페인 - 피아르코 국제공항
- 쿠바
  - 올긴 - 프랑크 파이스 공항
  - 카요라르고 델쉬르 - 빌로 아쿠나 공항

#### 남아메리카
- 베네수엘라
  - 카라카스 - 시몬 볼리바르 국제공항
  - 포를라마르 - 델 카리브 국제공항
- 페루
  - 리마 - 호르헤차베스 국제공항